# Az ITA Airways úti céljai

Az ITA Airways logója

Az ITA Airways 45 célállomást (ebből 23 Olaszországban) és 61 útvonalat tervez kiszolgálni, amely 2025-re 74 célállomásra és 89 útvonalra nő majd. 2022. január 11-én azonban mindössze csak 35 járatot üzemeltetett, amelyek közül egy (New York) volt csak hosszú távú járat. 2023 elején már 67 célállomásra üzemeltetett járatokat 24 országban az alábbi táblázat szerint:

## Fordítás
- Ez a szócikk részben vagy egészben  a   List of ITA Airways destinations című angol Wikipédia-szócikk ezen változatának fordításán alapul.  Az eredeti cikk szerkesztőit annak laptörténete sorolja fel. Ez a jelzés csupán a megfogalmazás eredetét és a szerzői jogokat jelzi, nem szolgál a cikkben szereplő információk forrásmegjelöléseként.